# Cañaveral (Málaga)
Cañaveral es un barrio periférico perteneciente al distrito Puerto de la Torre de la ciudad andaluza de Málaga, España. Según la delimitación oficial del ayuntamiento, limita al norte con los barrios de Las Morillas 2, Santa Isabel-Puerto de la Torre y Los Morales; al este, con los barrios de Los Almendros y El Limonero; al sur, con el sector de Hacienda Altamira; y al oeste, con el arroyo de las Cañas.